# Померој (Ајова)
Померој (енгл. Pomeroy) град је у америчкој савезној држави Ајова. По попису становништва из 2010. у њему је живело 662 становника.

## Демографија
Према попису становништва из 2010. у граду је живело 662 становника, што је -48 (-6.8%) становника више него 2000. године.
| Група             | 2000.       | 2010.       |
| Белци             | 705 (99,3%) | 629 (95,0%) |
| Афроамериканци    | 0 (0,0%)    | 3 (0,5%)    |
| Азијати           | 0 (0,0%)    | 2 (0,3%)    |
| Хиспаноамериканци | 2 (0,3%)    | 21 (3,2%)   |
| Укупно            | 710         | 662         |